# باشگاه فوتبال برادون هیل
باشگاه فوتبال برادون هیل (به انگلیسی: Bardon Hill Football Club) یک باشگاه فوتبال در شهر کوآلویل، کشور انگلستان است که در سال ۱۸۹۰ میلادی تأسیس شده‌است.